# Alibababigbass
Alibababigbass è un singolo del rapper slovacco Gleb, pubblicato il 1º marzo 2021 su etichetta Universal Music Group.

## Video musicale
Il video musicale, diretto da Jan Strach, è stato reso disponibile il 28 febbraio 2021.

## Tracce
Testi di Gleb Veselov, musiche di Komander Ground.
1. Alibababigbass – 3:23

## Formazione
- Gleb – voce
- Komander Ground – produzione
- Masif – mastering

## Classifiche
| Classifica (2021) | Posizione massima |
| ----------------- | ----------------- |
| Repubblica Ceca   | 29                |
| Slovacchia        | 2                 |